# Caterina Murino

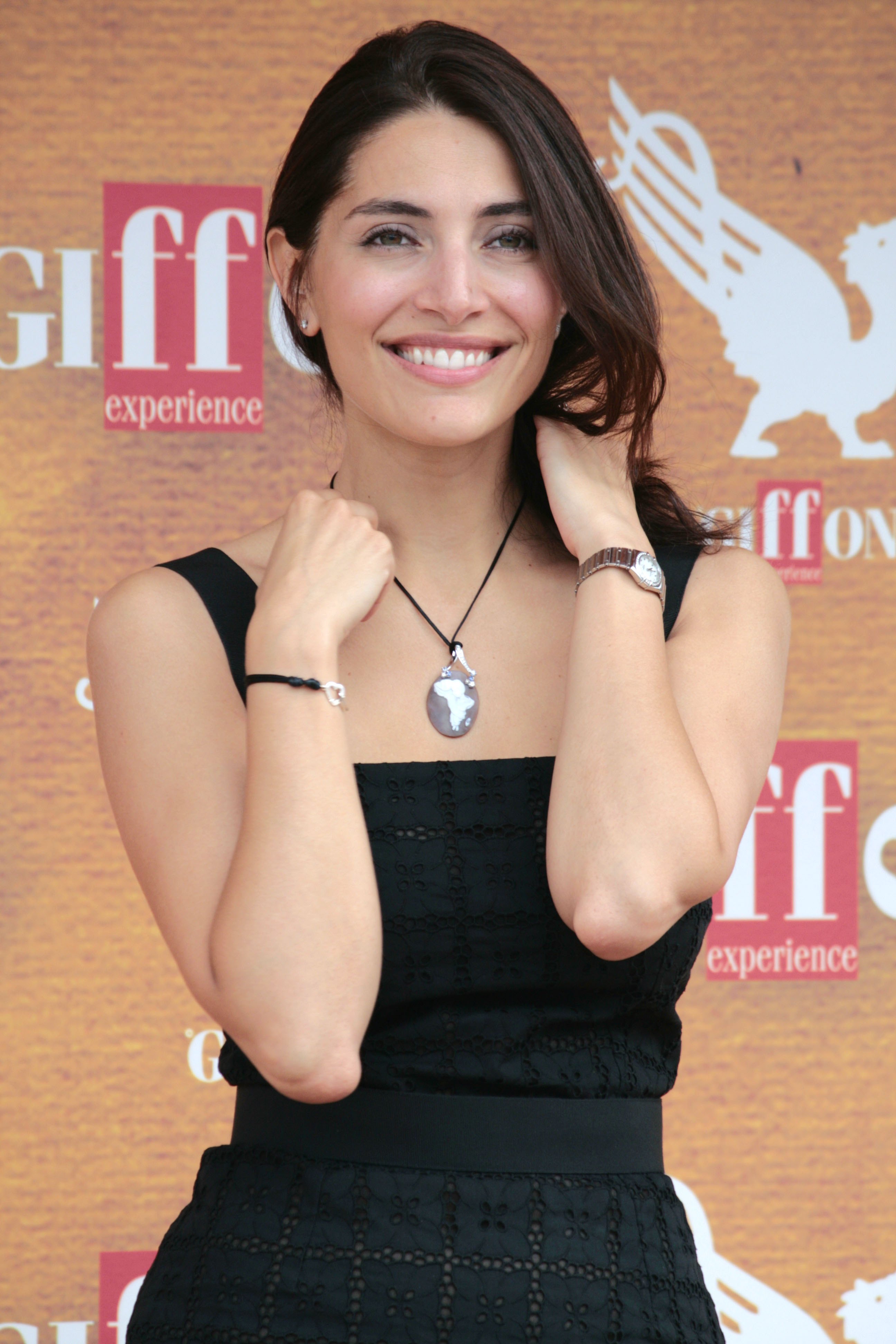
Caterina Murino (2010)

Caterina Murino (ur. 15 września 1977 w Cagliari) – włoska aktorka, która zagrała m.in. Solange w filmie Casino Royale.

## Wybrana filmografia
- Młody Casanova (Il Giovane Casanova, 2002) jako Zanetta
- In der Mitte eines Lebens (2002) jako Lucia Viola
- Grunt to rodzinka (L' Enquête corse, 2004) jako Léa Leoni
- Part Time (2004) jako dziewczyna w barze
- Orgoglio (2004) jako Franca Baldini
- Żona mojego partnera (L' Amour aux trousses, 2005) jako Valeria
- Des jours et des nuits (2005) jako Dora
- Opaleni - przyjaciele na całe życie (Bronzés 3 – amis pour la vie, Les, 2006) jako Elena
- Casino Royale (2006) jako Solange
- Dziewczyny z St. Trinian (St. Trinian's, 2007) jako panna Maupassant
- Il seme della discordia (2008) jako Veronica
- The Garden of Eden (2008) jako Marita
- Mocne alibi (2008) jako Léa Mantovani
- Die (2010) jako Sofia Valenti
- Brygada ponad prawem (2015) jako Margaux
- Jesteśmy rodziną (2016) jako Marie
- Kto uratuje róże (2017) jako Valeria Santelia
- Głosy ze ściany[1] (2017) jako Malvina
- Se son rose (2018) jako Benedetta
- Toute ressemblance (2019) jako Elisa